# 小舟裴占介
小舟裴占介（学名：Paijenborchella cymbula）为浪花介科裴占介屬下的一个种。